# Canthon pacificus
Canthon pacificus är en skalbaggsart som beskrevs av Rivera-cervantes och Halffter 1999. Canthon pacificus ingår i släktet Canthon och familjen bladhorningar. Inga underarter finns listade.